# Festa de L'Humanité

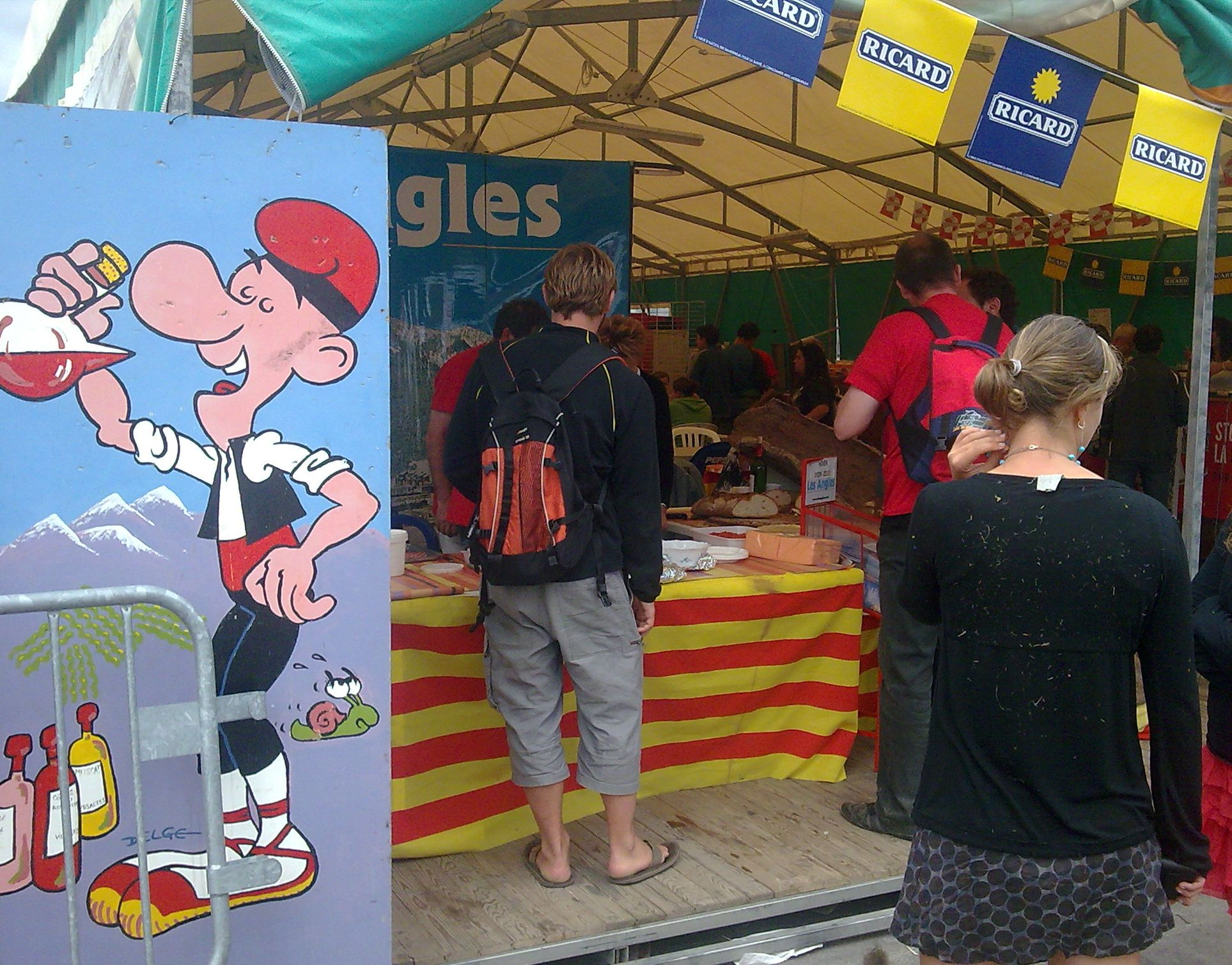
Detall d'una carpa catalana a la Festa de l'Humanité

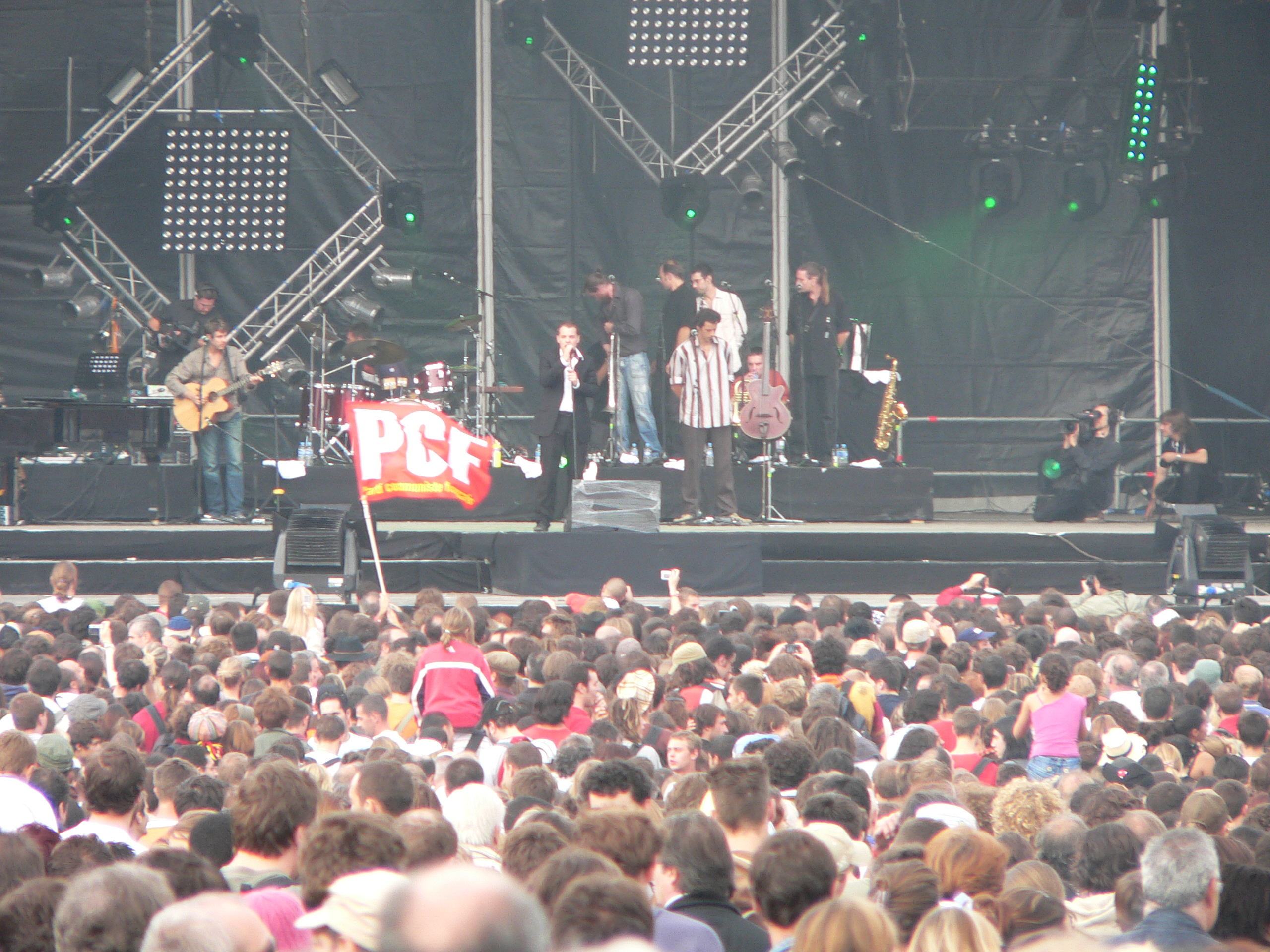
Concert a la Festa de l'Humanité

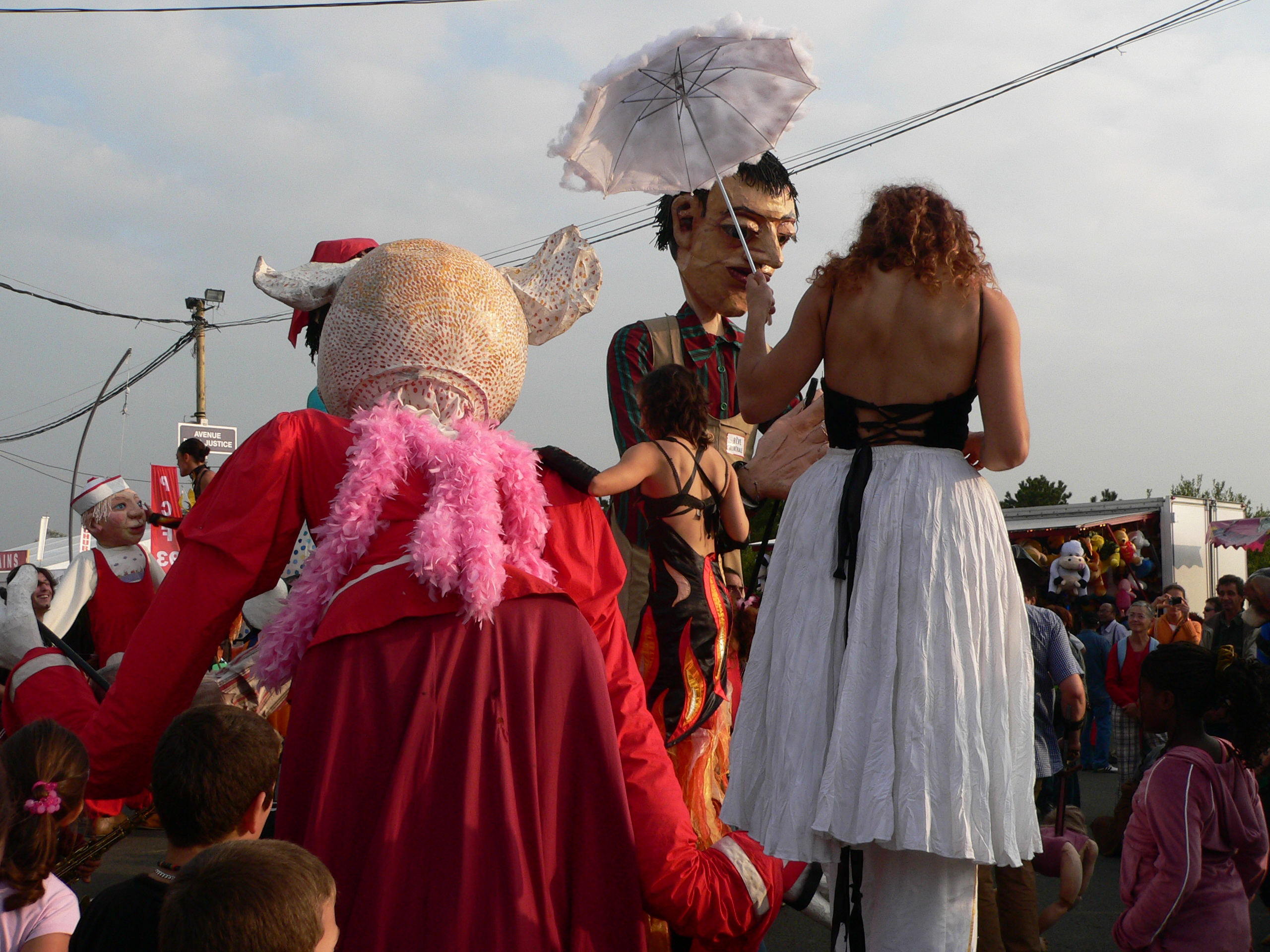
Espectacle de carrer a la Festa de l'Humanité

La Festa de L'Humanité, Festa de l'Humà, Fête de L'Huma o Fête de L'Humanité és un festival de música i de rencontre festiu que organitza anualment el diari francès L'Humanité. Hi convida a les seccions de cada regió francesa i del món, així com a representants d'altres causes afins, com l'ecologisme, el conflicte de Palestina, els republicans espanyols, els pobles sense Estat, etc. La festa que es fa a La Courneuve (París) és la més multitudinària i coneguda, però també se'n fan de més petites en altres ciutats, per exemple, per l'estiu a Tolosa de Llenguadoc. Està esponsoritzada per empreses de tota mena i la majoria de gent que hi treballa ho fa com a voluntari.
Des del 1930, el diari organitza cada any, el segon cap de setmana de setembre (sol caure al pont de l'onze de setembre), a París, una gran festa-fira que dura tres dies i on es troben representants de la majoria d'organitzacions, partits, associacions i sindicats de pensament comunista de França i d'altres països del món.
A la festa de L'Humanité es troben paradetes de la majoria de països d'arreu del món, inclosa una d'Espanya i una de la Catalunya nord, però cada any poden variar segons els que vunguin anar. A les paradetes es venen articles, menjar i begudes locals a preus populars, es fan contactes, etc. També hi ha un dens programa de conferències i debats lliures. L'entrada l'any 2008 costava 17 € per als tres dies. Molta gent hi va simplement com si es tractés d'un festival de música, ja que hi ha concerts contínuament en tres grans escenaris alhora, més altres de petits al mig de les paradetes, d'artistes de tota mena. L'any 2007, per exemple, hi havia Iggy pop i el 2008 formacions com Supertramp o el perpinyanenc Balbino Medellin. El 2008 hi van anar unes 500.000 persones. També hi ha teatre, titelles, tallers, exposicions (per exemple, de Picasso els anys 1967, 1973 i 1982), cinema, etc. Al costat de la festa hi ha una zona d'acampada i petits autobusos que porten al centre de la ciutat.

## Edició 2009
El 2009 van actuar Deep Purple, els Wampas i Manu Chao, entre d'altres, i van assistir unes 600.000 persones. Entre altres convidats hi havia Martine Aubry, primera secretària del Partit Socialista i Marie-George Buffet, presidenta del Partit Comunista. També s'ha aprofitat per celebrar el 150è aniversari del naixement de Jean Jaurès, el fundador del diari L'Humanité.

## Enllaços externs

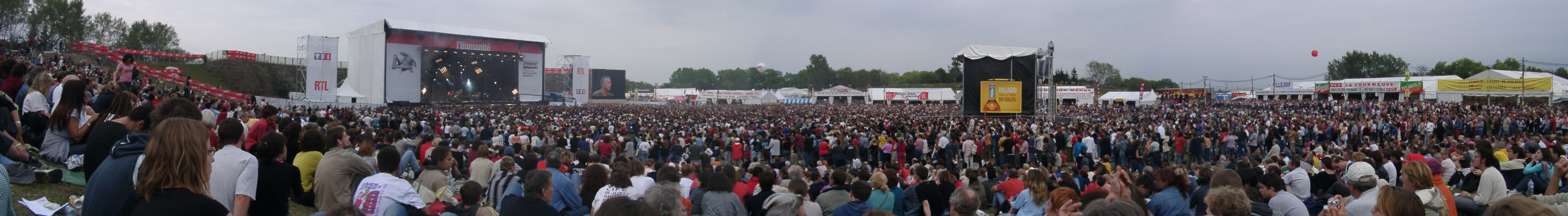
Escenari principal a la Festa de L'Humanité de 2005